# Seznam belgijskih botanikov
Seznam belgijskih botanikov.

## C
- Reinhart Ceulemans (ekolog)

## D
- Rembert Dodoens

## L
- Charles de l'Écluse

## P
- Paul Émile de Puydt

## R
- Pierre-Joseph Redouté